# Ferrocarril Congo-Océano
El Ferrocarril Congo-Océano COR; en  francés: Chemin de fer Congo-Océan, CFCO, une el puerto atlántico de  Pointe-Noire, actualmente en la República del Congo, con Brazzaville, a una distancia de 502 kilómetros (312 millas). Evita los rápidos del bajo río Congo; desde Brazzaville, los barcos fluviales pueden ascender el río Congo y sus principales afluentes, incluyendo el río Ubangui hasta Bangui.
A partir de 2012, el ferrocarril opera regularmente servicios de carga y pasajeros a lo largo de la línea a pesar del mal estado de la vía. En 2012 se introdujo un tren de pasajeros de lujo, La Gazelle, que utiliza vagones de pasajeros fabricados en Corea del Sur; a partir de 2014 operará entre Pointe-Noire y Brazzaville cada dos días, y está previsto que tarde entre 14 y 16 horas en completar el trayecto de 502 kilómetros (312 millas).

## Historia

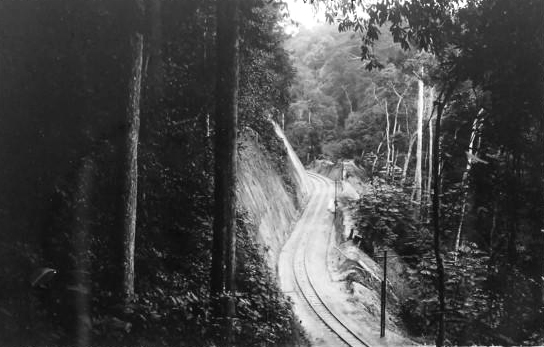
Corte Mayumbe, 1930

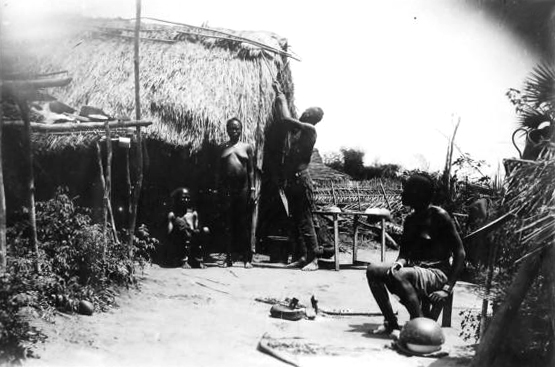
Campo de trabajo forzado familiar, ubicado cerca de Les Saras, durante la construcción en 1930

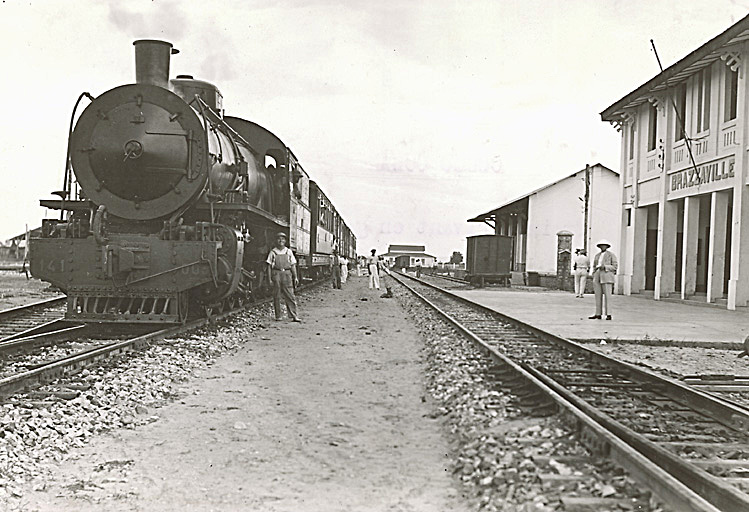
Estación Brazzaville, 1932.

Bajo la administración colonial francesa, en 1921 contrataron a la Société de Construction des Batignolles para construir el ferrocarril mediante  trabajos forzados, reclutados en el actual sur de Chad y en la República Centroafricana. Al igual que España y Portugal, Francia no ratificó el Convenio núm. 29 de la Organización Internacional del Trabajo de 1930 sobre el  trabajo forzado. El desdén de la población nativa por este  trabajo conscripto y otras formas de opresión condujo a la rebelión de Kongo-Wara entre 1928 y 1931. Durante el período de construcción hasta 1934 hubo un continuo y elevado costo en vidas humanas, con un total de muertes estimadas en más de 17 000 de los trabajadores de la construcción, a causa de una combinación de accidentes industriales y enfermedades, incluyendo la malaria. En 1946, Francia ratificó el No. 29 de la OIT, a la luz de un estado de emergencia permanente, debido a la revuelta indígena.
La línea incluye el túnel de Bamba, de 1690 metros de longitud, y 14 grandes viaductos de hormigón armado. Los gradientes más pronunciados en dirección este son de «1 en 67», y los más pronunciados en dirección oeste son de «1 en 50». Las locomotoras iniciales eran  2-8-2 motores de tanque articulado con seis ejes motrices. También había 2 coches de gasolina de 4 ruedas para ingenieros y un Micheline de 18 pasajeros y otro Micheline para el Gobernador General.
En 1962 se construyó un ramal en Mbinda, cerca de la frontera con Gabón, para conectar con el teleférico COMILOG y transportar así mineral de manganeso a Pointe-Noire. El teleférico cerró en 1986 cuando la vecina Gabón construyó su propio ferrocarril para transportar este tráfico. Sin embargo, el ramal sigue activo.
El Ferrocarril Congo-Océano era un usuario de las locomotoras Golwé. Las locomotoras diésel son ahora la fuerza motriz.
Desde el comienzo de la guerra civil en 1997 la línea estuvo cerrada durante seis años.[cita requerida]

## Presente
COR es una empresa estatal cuya privatización fue planeada como parte de los compromisos asumidos por el gobierno congoleño ante el Banco Mundial y el Fondo Monetario Internacional. Entre los candidatos se encontraban varios consorcios, entre ellos Congo-Rail formado por las empresas Bolloré Investments, Maersk, SNCF y el consorcio sudafricano Sheltam Mvela.
Las operaciones se reanudaron en 2004, pero en agosto de 2007 BBC News informó de que COR se encontraba en un estado decrépito, con la mayoría de los trenes ya rotos, después de que UNICEF organizara un tren para distribuir mosquiteros. En 2007, un consorcio dirigido por Corea, CMKC Group, firmó un acuerdo para construir extensiones ferroviarias a Ouesso y Djambala, principalmente para el tráfico de madera.
El 22 de junio de 2010, un tren del Ferrocarril Congo-Océano se vio envuelto en un incidente grave en el que murieron al menos 60 personas. Se cree que el tren descarriló en una curva en una zona remota entre Bilinga y Tchitondi, lanzando cuatro vagones a un barranco. Los muertos y heridos fueron llevados a hospitales y morgues en  Pointe-Noire.
En 2011, se anunció que Africa Iron estaba a punto de concluir un acuerdo de transporte de mineral de 25 años con Congo-Ocean. A principios de 2015, el Ferrocarril Congo-Ocean compró 10 locomotoras EMD GT38AC de Electro-Motive Diesel en Muncie, Indiana. Entraron en servicio en el verano de 2015.

## En los medios
En 2012, el ferrocarril Congo-Océano apareció en un episodio de la serie de televisión Chris Tarrant : Extreme Railways.

## Especificaciones
- Ancho de vía : 3 pies y 6 pulgadas (1067 mm) de ancho.[11]
- Freno: Freno de vacío[11]
- Acoplamiento de vías férreas:  Acoplador SA3.[11]

## Mapas
- UN Map
- Archivado el 27 de septiembre de 2007 en Wayback Machine.
- UNJLC Rail map of Southern Africa

## Enlaces ferroviarios a países adyacentes
- República Democrática del Congo - no - mismo calibre 1067 mm ( 3 pies 6 pulgadas )
- Angola (Cabinda) - no - mismo calibre 1067 mm ( 3 pies 6 pulgadas )
- Gabón - no - rotura de calibre 1067 mm ( 3 ft 6 in ) / 1435 mm ( 4 ft  8 1 / 2   en )
- Camerún - no - rotura de calibre 1067 mm ( 3 ft 6 in ) / 1000 mm ( 3 ft  3 3 / 8   en )
- República Centroafricana - no - no hay ferrocarriles